# Обух

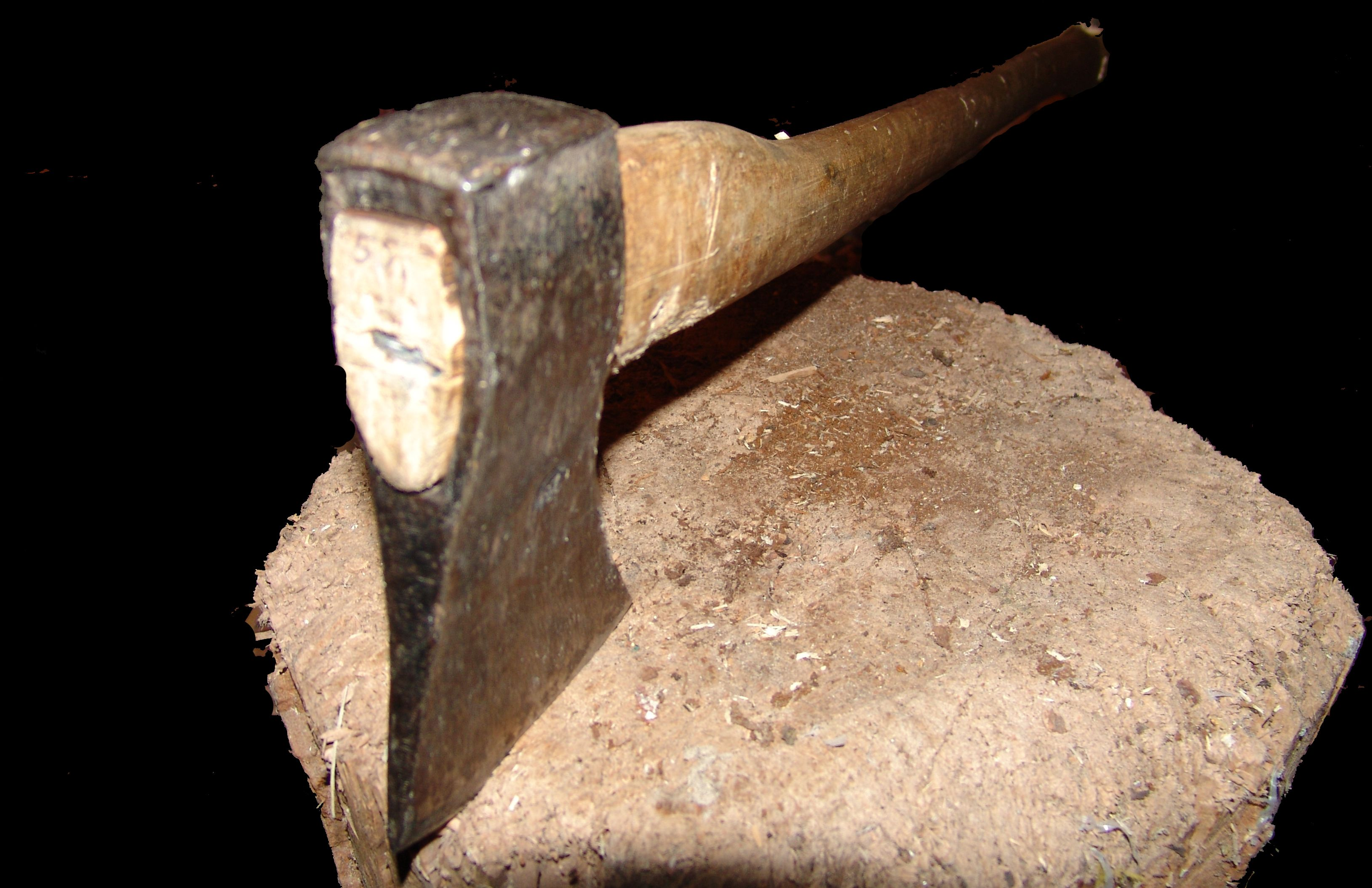
Обух сокири

Обу́х — тупа частина гострого знаряддя, переважно сокири, або зброї. Міститься на протилежному боці від гострої («гострія́»). Використовується як молоток, молот, тупа зброя.
Щодо обуха ножа засвідчена назва «тупі́й».